# Mers Sultan
Mers Sultan est un des 16 arrondissements de la Commune de Casablanca.  Il fait partie de la Préfecture d'arrondissements d'Al Fida-Mers Sultan. Sa population est de 98 139 habitants en 2024. 
Depuis les élections de 2021, son président est Mohamed Boudrika.   
En septembre 2024, le magazine britannique Time Out a élu la quartier Mers Sultan deuxième quartier le plus cool du monde, grâce à son authenticité artistique et à ses bâtiments Art déco devenus le lieu de résidence préféré des artistes de Casablanca,.   

## Élections communales de 2021
Au lendemain des élections 2021, le président d'arrondissement est Mohamed Boudrika du RNI. Il est promoteur immobilier et ancien président du Raja Club Athletic. Parmi les autres élus de cet arrondissement, on compte les personnes suivantes :   
| Liste des élus locaux de Mers Sultan | Liste des élus locaux de Mers Sultan | Liste des élus locaux de Mers Sultan      |
| ------------------------------------ | ------------------------------------ | ----------------------------------------- |
| Mohamed Boudrika                     | عبد الاله الادريسي البوزيدي          | Président de l'arrondissement Mers Sultan |
|                                      | حنان عمراني مراكشي                   | Membre du conseil d'arrondissement        |
|                                      | عبدالرحيم فاضل                       | Membre du conseil d'arrondissement        |
|                                      | زينب الزاوية                         | Membre du conseil d'arrondissement        |
|                                      | محمد سلمي                            | Membre du conseil d'arrondissement        |
|                                      | خديجة الجمالي                        | Membre du conseil d'arrondissement        |
|                                      | عبد الحق القباش                      | Membre du conseil d'arrondissement        |
|                                      | محمد التويمي بن جلون                 | Membre du conseil d'arrondissement        |
|                                      | نجية المغراوي                        | Membre du conseil d'arrondissement        |
|                                      | فؤاد عادل                            | Membre du conseil d'arrondissement        |
|                                      | فاطمة غالم                           | Membre du conseil d'arrondissement        |
|                                      | صالح المعروفي                        | Membre du conseil d'arrondissement        |
|                                      | عبد الكبير تجديتي                    | Membre du conseil d'arrondissement        |
|                                      | نجاة الودي                           | Membre du conseil d'arrondissement        |
|                                      | حسن السويهب                          | Membre du conseil d'arrondissement        |
|                                      | اسماء النائم                         | Membre du conseil d'arrondissement        |
|                                      | عبد الرحمان الدرعي                   | Membre du conseil d'arrondissement        |
|                                      | خدوج الصاديقي                        | Membre du conseil d'arrondissement        |
|                                      | عبد الله تمز                         | Membre du conseil d'arrondissement        |
|                                      | رشيد بوحوص                           | Membre du conseil d'arrondissement        |
|                                      | مصطفى مفضال                          | Membre du conseil d'arrondissement        |

## Listes des monuments et lieu célébres

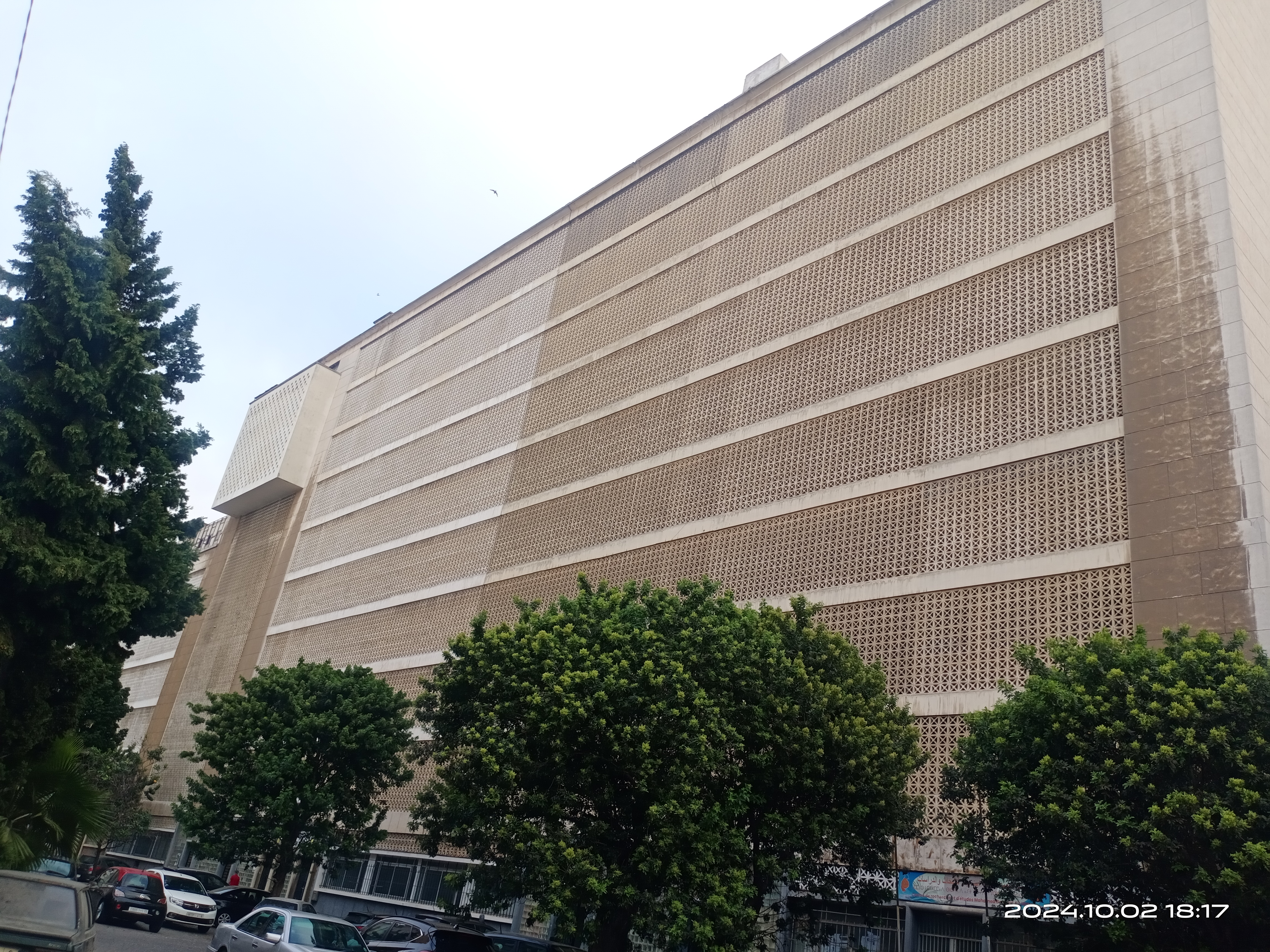
Cité du maréchal Ameziane, 2024

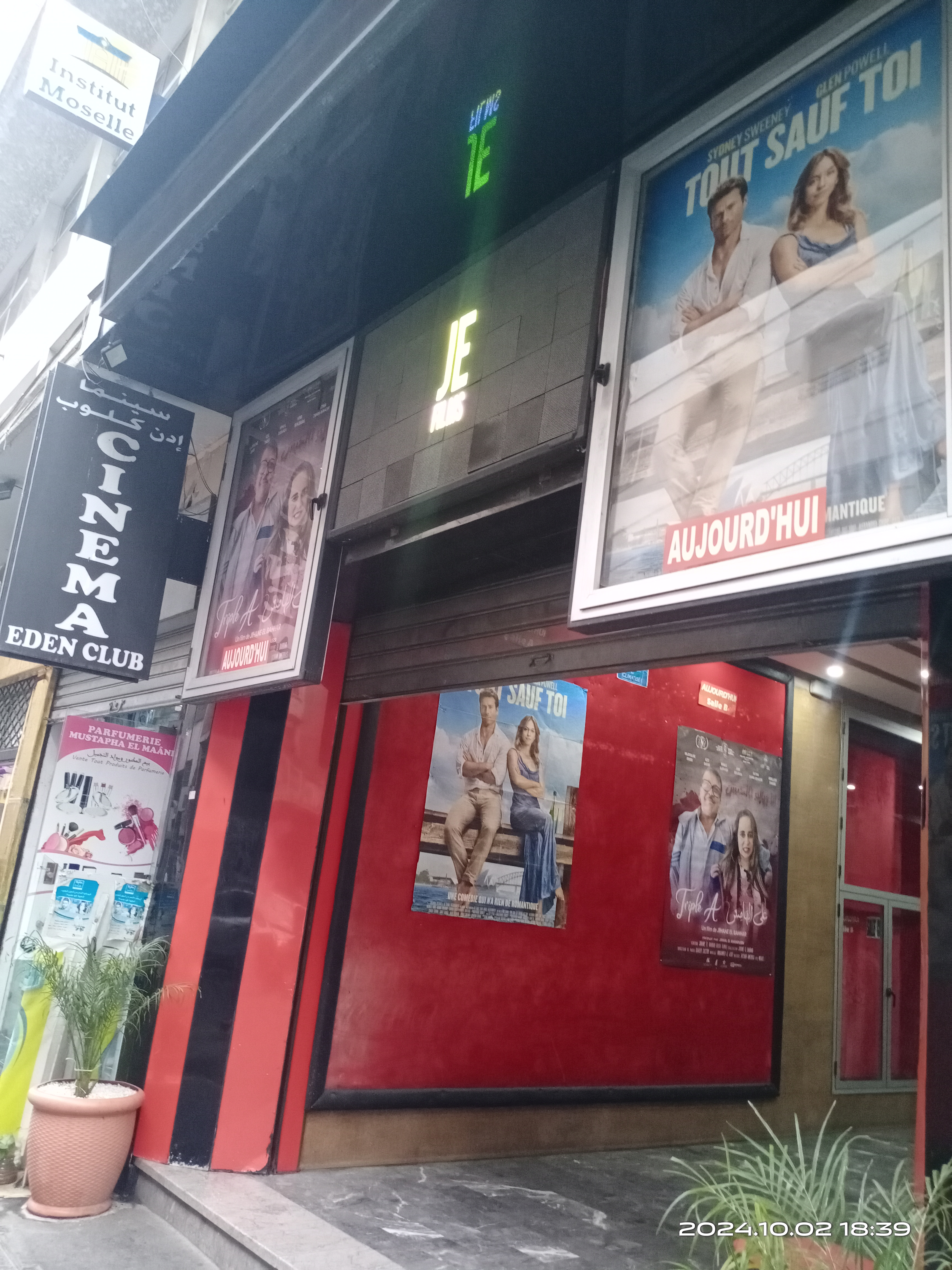
Cinéma rétro Eden, 2024

- Immeuble Liberté appelé aussi "17 étages"ة  construit en 1951 par l'architecte René Morandi
- Musée de Abdelwaheb Doukkali qui se trouve  au sommet de l’immeuble Liberté
- Cité Maréchal Ameziane, un immeuble résidentiel patrimonial animé,
- Marché de la rue d’Agadir appelé aussi marché Zavaco, conçu en 1972 par l’architecte français d’origine marocaine Jean François Zevaco
- Cinéma rétro Eden
- Café des Champs-Élysées
- Nevada Skate Park
- Washington Hôtel
- Villa Carl Ficke (face au célèbre immeuble dit «17 étages»)
- Villa Avenir
- Mosqué Mohammadi
- Ecole Mers Sultan en 1916